# Jordan Brown (baseball)
Pour les articles homonymes, voir Jordan Brown et Brown.
Jordan Cassidy Brown, né le 18 décembre 1983 à Walnut Creek (Californie) aux États-Unis, est un joueur américain de baseball.

## Carrière

### Débuts
Athlète à l'Université d'État de l'Arizona à Tucson, Jordan Brown est drafté au quatrième tour de sélection par les Indians de Cleveland en 2005.
Il accumule des statistiques offensives impressionnantes dans les ligues mineures, où il évolue aux positions de joueur de premier but et de voltigeur. En 2006, à sa deuxième saison dans le réseau de filiales des Indians, il cogne 15 coups de circuits et totalise 87 points produits en 125 matchs pour les Indians de Kinston, le club de classe A+ de la Ligue de la Caroline. Il est nommé joueur de l'année dans cette ligue. Passé au niveau Double-A en 2007 avec les Aeros d'Akron de la Ligue Eastern, il frappe pour une moyenne au bâton de,333 en 127 parties, avec 11 circuits et 76 points produits. En 2009 chez les Clippers de Columbus (Triple-A) de la Ligue internationale, il frappe pour,336 avec 15 circuits et 67 points produits.
En 2010, Brown compte déjà 63 points produits après 69 matchs joués et affiche une moyenne au bâton de,309 lorsqu'il est rappelé par les Indians de Cleveland le 31 juillet, prenant la place laissée par le lanceur Jake Westbrook, qui vient d'être échangé le jour même aux Cardinals de Saint-Louis.

### Ligue majeure
Brown fait ses débuts en Ligue majeure le 1er août alors qu'il inséré comme frappeur désigné dans la formation partante des Indians qui s'oppose aux Blue Jays de Toronto. Il réussit son premier coup sûr dans les majeures le lendemain, 2 août, au Fenway Park de Boston face au lanceur John Lackey des Red Sox. Il frappe pour ,230 de moyenne au bâton avec deux points produits en 26 matchs pour les Indians en 2010.
Son contrat est acheté par les Brewers de Milwaukee en 2011 mais il ne joue qu'en ligues mineures. Après avoir amorcé l'année 2012 avec les Piratas de Campeche de la Ligue mexicaine de baseball, il obtient le 1er mai un nouveau contrat des Brewers et rejoint leur club-école. Il n'effectue un retour dans les majeures qu'en 2013 avec les Marlins de Miami.

## Statistiques
| Saison | Équipe    | G  | AB | R | H  | 2B | 3B | HR | RBI | SB | BA    |
| ------ | --------- | -- | -- | - | -- | -- | -- | -- | --- | -- | ----- |
| 2010   | Cleveland | 26 | 87 | 9 | 20 | 7  | 0  | 0  | 2   | 0  | 0,230 |
| Totaux | Totaux    | 26 | 87 | 9 | 20 | 7  | 0  | 0  | 2   | 0  | 0,230 |

Note : G = Matches joués ; AB = Passages au bâton; R = Points ; H = Coups sûrs ; 2B = Doubles ; 3B = Triples ; 
HR = Coup de circuit ; RBI = Points produits ; SB = Buts volés ; BA = Moyenne au bâton.